# Primera División de Chile 1934
La Primera División de Chile 1934 o Campeonato Oficial de la Primera División de la Sección Profesional de la Asociación de Football de Santiago 1934 fue la segunda edición de la máxima categoría del fútbol de Chile, competición de carácter oficial y profesional, correspondiente a la temporada 1934. 
Disputada entre el 17 de junio y el 9 de diciembre de 1934, su organización estuvo a cargo de la Sección Profesional de la Asociación de Football de Santiago (AFS) y contó con la participación de doce equipos. La competición se disputó bajo el sistema de todos contra todos, en una sola rueda.
El campeón fue Magallanes, que se adjudicó en forma invicta su segundo título de Primera División y se convirtió en el primer equipo bicampeón de dicha categoría, récord que mantuvo por 31 años, hasta que Universidad de Chile ganó los campeonatos nacionales de 1964 y 1965.

## Antecedentes
Luego de realizado el primer campeonato de la Liga Profesional de Football de Santiago (LPF), la cual, estuvo formada por los ocho clubes «grandes» del fútbol capitalino, la Asociación de Football de Santiago (AFS) reconoció al incipiente profesionalismo y, por disposición de la Federación de Football de Chile, reincorporó a los disidentes dentro de sus filas.
En un comienzo, esta reorganización consistió en la creación de dos series profesionales: la Serie A o División de Honor y la Serie B o División de Ascenso. En la Serie A permanecerían seis de los ocho clubes fundadores de la Liga Profesional de Football de Santiago, excepto Green Cross y Santiago National, últimos posicionados en el campeonato profesional de 1933. Estos se integrarían a la Serie B, junto a los tres clubes mejor posicionados de la División de Honor de la Asociación de Football de Santiago: Carlos Walker, Ferroviarios y Santiago, más Deportivo Alemán, club elegido por derecho privativo de la AFS; todos de carácter amateur.
Finalmente, el 9 de febrero de 1934, se firmó un pacto cuyas bases establecieron la creación de un directorio central en la Asociación de Football de Santiago, que cobijaría dos secciones: una Sección Amateur y una Sección Profesional. Cada una tendría su propio directorio, con absoluta independencia entre ambas. Así, según el artículo 12 del pacto de fusión, la Sección Profesional quedó compuesta por doce clubes en total: los ocho de la Liga Profesional de Football de Santiago y los cuatro de la Asociación de Football de Santiago ya mencionados, los que participaron en el Campeonato de Apertura y en el campeonato profesional de la temporada 1934.
Se convino que los seis mejores clubes, ya declarados profesionales —Audax Italiano, Badminton, Colo-Colo, Magallanes, Morning Star y Unión Española— jugaran los domingos, mientras que los otros seis, de carácter amateur, lo hicieran los sábados. Además, en lo relativo a los ingresos económicos del campeonato profesional, se fijó el reparto del 75 % para los clubes profesionales y el reparto del 25 % para los amateurs.

## Formato
La competición se jugó bajo el sistema de todos contra todos y en una sola rueda de once fechas, resultando campeón aquel equipo que acumulase más puntos en la tabla de posiciones.

### Sistema de descenso
Inicialmente, se estableció que los equipos que se ubicasen entre la séptima y la undécima ubicación quedarían excluidos de la División de Honor y descenderían en forma automática a la Serie B Profesional, categoría que se hizo efectiva en la temporada 1935; mientras que el último posicionado disputaría un partido de definición contra el campeón de la División de Honor de la Sección Amateur de la Asociación de Football de Santiago 1934, por la permanencia en la nueva categoría.
Finalmente, se determinó que, terminada la competición, los equipos que se ubicasen en las seis últimas posiciones de la tabla de clasificación, descenderían en forma automática a la Serie B Profesional.

## Equipos participantes

### Ascensos
| Pos.  | Ascendidos de la División de Honor de la AFS 1933 |
| ----- | ------------------------------------------------- |
| 1.º   | Carlos Walker                                     |
| 2.º   | Ferroviarios                                      |
| 3.º   | Santiago                                          |
| Priv. | Deportivo Alemán                                  |

### Información
| Equipo            | Ciudad   |
| ----------------- | -------- |
| Audax Italiano    | Santiago |
| Badminton         | Santiago |
| Carlos Walker     | Santiago |
| Colo-Colo         | Santiago |
| Deportivo Alemán  | Santiago |
| Ferroviarios      | Santiago |
| Green Cross       | Santiago |
| Magallanes        | Santiago |
| Morning Star      | Santiago |
| Santiago          | Santiago |
| Santiago National | Santiago |
| Unión Española    | Santiago |

## Desarrollo

### Clasificación
| Pos. | Equipo                | Pts. | PJ | G  | E | P | GF | GC | Dif. | Clasificación                     |
| ---- | --------------------- | ---- | -- | -- | - | - | -- | -- | ---- | --------------------------------- |
| 1    | Magallanes (C)        | 21   | 11 | 10 | 1 | 0 | 63 | 11 | +52  | Campeón                           |
| 2    | Audax Italiano        | 19   | 11 | 9  | 2 | 0 | 50 | 21 | +29  |                                   |
| 3    | Colo-Colo             | 17   | 11 | 7  | 2 | 2 | 51 | 19 | +32  |                                   |
| 4    | Unión Española        | 16   | 11 | 7  | 0 | 4 | 46 | 20 | +26  |                                   |
| 5    | Badminton             | 13   | 11 | 6  | 3 | 2 | 42 | 23 | +19  |                                   |
| 6    | Santiago              | 12   | 11 | 6  | 0 | 5 | 34 | 24 | +10  |                                   |
| 7    | Santiago National (D) | 11   | 11 | 5  | 1 | 5 | 23 | 45 | −22  | Descenso a la Serie B Profesional |
| 8    | Carlos Walker (D)     | 6    | 11 | 3  | 0 | 8 | 21 | 40 | −19  | Descenso a la Serie B Profesional |
| 9    | Ferroviarios (D)      | 5    | 11 | 2  | 1 | 8 | 21 | 36 | −15  | Descenso a la Serie B Profesional |
| 10   | Green Cross (D)       | 5    | 11 | 2  | 1 | 8 | 19 | 53 | −34  | Descenso a la Serie B Profesional |
| 11   | Deportivo Alemán (D)  | 5    | 11 | 2  | 1 | 8 | 15 | 42 | −27  | Descenso a la Serie B Profesional |
| 12   | Morning Star (D)      | 2    | 11 | 0  | 2 | 9 | 17 | 68 | −51  | Descenso a la Serie B Profesional |

 Fuente: RSSSF
Notas:
1. ↑  Se le sumó un punto y se le restaron dos puntos.
2. ↑  Se le sumó un punto.
3. ↑  Se le sumó dos puntos.
4. ↑  Se le restaron dos puntos.

|                    |
| Campeón Magallanes |
| 2.do título        |

## Estadísticas

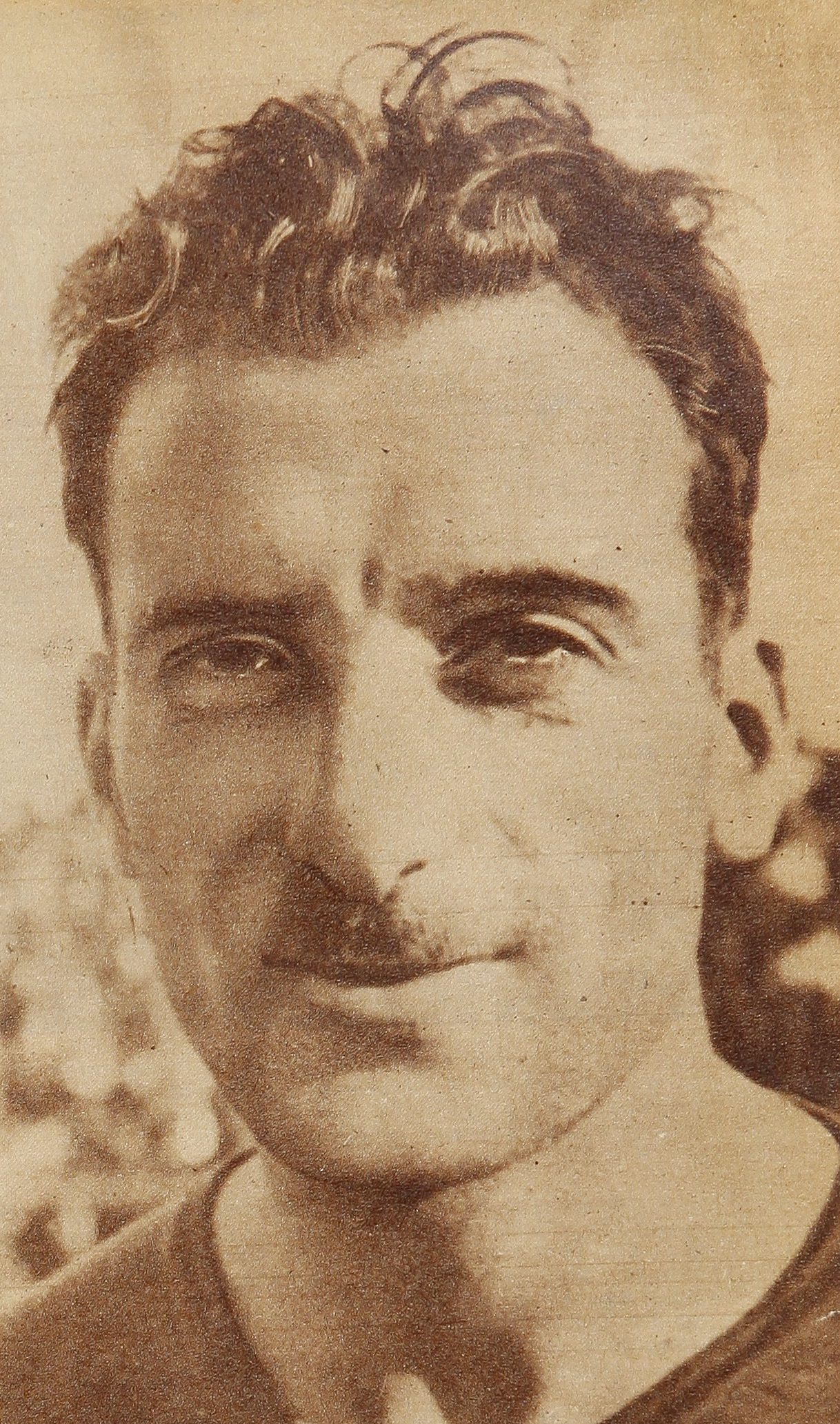
Carlos Giudice, de Audax Italiano, goleador del campeonato con 19 goles.

### Goleadores
| Pos. | Nombre         | Equipo         | Goles |
| ---- | -------------- | -------------- | ----- |
| 1    | Carlos Giudice | Audax Italiano | 19    |
| 2    | José Avendaño  | Magallanes     | 18    |

## Información adicional
En este campeonato tuvieron lugar las dos mayores goleadas en la historia de la Primera División: el 19 de agosto de 1934, con el resultado de 14-1 de Unión Deportiva Española sobre Morning Star, y una victoria por el mismo marcador, el 10 de noviembre de 1934, de Magallanes sobre Santiago National.
Por otra parte, el 12 de abril de 1934, tuvo lugar la fusión final entre el Centro Español de Instrucción y Recreación y la Unión Deportiva Española, de manera que el club tomó definitivamente el nombre de Unión Española.